# Iouri Bogatyriov
Pour les articles homonymes, voir Bogatyriov.
Iouri Gueorguievitch Bogatyriov (en russe : Юрий Георгиевич Богатырёв), né le 2 mars 1947 à Riga et mort le 2 février 1989 à Moscou, est un acteur russe de théâtre et cinéma, artiste émérite de la RSFSR en 1981, artiste du Peuple de la RSFSR en 1988.

## Biographie
Bogatyriov est né à Riga en République socialiste soviétique de Lettonie, aujourd'hui en Lettonie, dans la famille d'officier des forces navales. En 1953, la famille vient s'installer à Moscou. En 1967-1971, il fait ses études à l'Institut d'art dramatique Boris Chtchoukine, dans la classe de Youri Katine-Iartsev, puis, devient acteur du Théâtre Sovremennik. En 1970, il accepte l'invitation d'Oleg Efremov rejoindre la troupe de Théâtre d'art de Moscou, puis, après la dissolution de la troupe de MKhAT en 1987, il reste avec lui au Théâtre d'art Anton Tchekhov.
Il débute au cinéma en 1970, dans le court-métrage Un jour tranquille à la fin de la guerre de Nikita Mikhalkov qui par la suite lui offrira ses meilleurs rôles, comme celui de Yegor Chilov dans Le Nôtre parmi les autres ou encore Stassik dans La Parentèle.
Les dernières années de sa vie Bogatyriov connait les épisodes de dépression, il abuse fréquemment d'alcool et de calmants. À deux reprises il compromet le déroulement du spectacle dans lequel il est employé. L'artiste décède d'un arrêt cardiaque dans la nuit du 2 février 1989. Il est inhumé au Cimetière Vagankovo.

## Filmographie partielle
- 1970 : Une journée tranquille à la fin de la guerre de Nikita Mikhalkov : soldat allemand
- 1974 : Le Nôtre parmi les autres de Nikita Mikhalkov : Chilov
- 1976 : Deux capitaines de Evgueni Karelov : Romachov
- 1977 : Partition inachevée pour piano mécanique de Nikita Mikhalkov : Sergueï Pavlovitch Voïnitsev
- 1979 : Quelques jours de la vie d'Oblomov de Nikita Mikhalkov : Schtoltz
- 1979 : Les Vacences en septembre de Vitali Melnikov : Saïapine
- 1981 : La Parentèle de Nikita Mikhalkov : Stasik
- 1984 : Les Âmes mortes de Mikhail Schweitzer : Manilov
- 1987 : Les Yeux noirs de Nikita Mikhalkov : Chef de la gentilhommerie
- 1988 : Présomption d'innocence de Ievgueni Tatarski : Kozinets
- 1989 : Don César de Bazan (Дон Сезар де Базан) de Yan Frid : Charles II d'Espagne